# Кенвульф
Кенвульф (др.-англ. Coenƿulf) был королём Мерсии с декабря 796 года до своей смерти в 821 году. Он был потомком короля Пиббы, который правил Мерсией в начале VII века. Он пришёл после Эгфрита, сына Оффы. Эгфрит правил всего пять месяцев, а Кенвульф взошел на трон в тот же год, когда умер Оффа. В первые годы правления Кенвульфа ему пришлось иметь дело с восстанием в Кенте, который находился под контролем Оффы. Эдберт III вернулся из ссылки во Франкии, чтобы претендовать на кентский трон, и Кенвульф был вынужден ждать поддержки папы, прежде чем он смог вмешаться. Когда папа Лев III согласился предать Эдберта III анафеме, Кенвульф вторгся и отвоевал королевство. Эдберт III был взят в плен, ослеплён, и ему отрубили руки. Кенвульф также, по-видимому, потерял контроль над королевством Восточная Англия в начале своего правления, поскольку при короле Эдвальде появилась независимая чеканка монет. Чеканка монет Кенвульфа вновь появляется в 805 году, что указывает на то, что королевство снова находилось под контролем Мерсии. Зафиксировано несколько кампаний Кенвульфа против валлийцев, но только один конфликт с Нортумбрией произошел в 801 году, хотя вполне вероятно, что Кенвульф продолжал поддерживать противников нортумбрийского короля Эрдвульфа.
Кенвульф вступил в конфликт с архиепископом Кентерберийским Вульфредом по вопросу о том, могут ли миряне контролировать религиозные учреждения, такие как монастыри. Разрыв отношений между ними в конечном счете достиг такой степени, что архиепископ не мог исполнять свои обязанности по меньшей мере в течение четырех лет. Частичное урегулирование было достигнуто в 822 году с преемником Кенвульфа, королём Кёлвульфом I, но окончательное соглашение было достигнуто примерно в 826 году между Вулфредом и дочерью Кенвульфа, Квентритой, которая была главным получателем пожертвований Кенвульфа на религиозную собственность.
После Кенвульфа стал править его брат Кёлвульф I. Легенда, сложившаяся после завоевания, утверждает, что его сын Кинехельм был убит, чтобы получить наследство. В течение двух лет Кёлвульф I был низложен, и семья Кенвульфа потеряла власть навсегда. Кенвульф был последним королем Мерсии, который осуществлял существенное господство над другими англосаксонскими королевствами. В течение десяти лет после его смерти при короле Эгберте началось возвышение Уэссекса, и Мерсия так и не восстановила своё могущество.

## Предыстория и источники
На протяжении большей части VIII века Мерсия доминировала среди англосаксонских королевств к югу от реки Хамбер. Этельбальд, взошедший на трон в 716 году, утвердился как повелитель южных англосаксов к 731 году. Он был убит в 757 году, и после него недолго правил Беорнред, но в течение года Оффа сверг Беорнреда и занял трон. Дочь Оффы Эдбурга вышла замуж за Беортрика из Уэссекса в 789 году, и с тех пор Беортрик стал её союзником. В Кенте Оффа решительно властвовал в 780-х годах и в какой-то момент стал сюзереном Восточной Англии, король которой Этельред II был обезглавлен по приказу Оффы в 794 году.
Оффа, по-видимому, предпринял шаги по устранению династических соперников в борьбе за престол для своего сына Эгфрита. Согласно письму Алкуина, английского диакона и учёного, который провел более десяти лет в качестве главного советника при дворе Карла Великого, месть за кровь, пролитую отцом, дошла и до сына; Алкуин добавил: Это не было укреплением королевства, но его гибель. Оффа умер в июле 796 года. Эгфрит после него правил менее пяти месяцев, прежде чем Кенвульф взошёл на трон.
Значительный корпус писем относится к этому периоду, особенно от Алкуина, который переписывался с королями, знатью и духовенством по всей Англии. Сохранились также переписки между Кенвульфом и папством. Другим ключевым источником по этому периоду является Англосаксонская хроника, сборник летописей на древнеанглийском языке, повествующий об истории англосаксов. Однако Хроника была произведена западносаксонцами, и иногда считается, что она предвзята в пользу Уэссекса. Сохранились хартии, датируемые правлением Кенвульфа; это были документы, предоставляющие землю последователям или церковникам, и они были засвидетельствованы королями, которые имели полномочия предоставлять землю. В хартии могли быть указаны имена как подданного короля, так и его сюзерена в списке свидетелей, прилагаемом к пожалованию. Такой список свидетелей можно увидеть, например, в дипломе Исмера, где Этельрик, сын короля Ошира из Хвикке, описан как subregulus (подкороль) Этельбальда.

## Мерсия и южная Англия после смерти Эгфрита
Согласно Англосаксонской хронике, Эгфрит правил всего 141 день. Известно, что Оффа умер в 796 году, либо 26 июля, либо 29 июля, таким образом, датой смерти Эгфрита является либо 14 декабря, либо 17 декабря того же года. Кенвульф сменил Эгфрита на посту короля. Отца Кенвульфа звали Катберт, который, возможно, был тем же человеком, что и эрл с таким именем, который был свидетелем подписания хартий во времена правления Оффы. Кенвульф также упоминается как свидетель хартий во время правления Оффы. Согласно генеалогии мерсийских королей, сохранившейся в Английской коллекции, Кенвульф происходил от брата Пенды по имени Кенвал, о котором нет других записей. Возможно, что это относится к Кенвалу из Уэссекска, который был женат на сестре Пенды и позже отрекся от неё.
Род Кенвульфа, возможно, был связан с королевской семьёй Хвикке, зависимого от Мерсии королевства в низовьях реки Северн. Похоже, что семья Кенвульфа была могущественной, но они не принадлежали к недавнему мерсийскому королевскому роду. В письме, написанном Алкуином народу Кента в 797 году, он сетует на то, что сейчас почти не осталось никого из старого рода королей. Эрдвульф из Нортумбрии, как и Кенвульф, получил свой трон в 796 году, так что недовольство Алкуина неясно, но вполне возможно, что он намеревался очернить Эрдвульфа или Кенвульфа, или обоих сразу. Алкуин, безусловно, придерживался негативных взглядов на Кенвульфа, считая его тираном и критикуя за то, что он бросил одну жену и взял другую. Алкуин написал мерсийскому дворянину с просьбой мирно поприветствовать Кенвульфа, если это возможно, подразумевая неопределённость в отношении политики Кенвульфа по отношению к Каролингам.
Раннее правление Кенвульфа ознаменовалось ослаблением мерсийского контроля над южной Англией. Примерно в это же время в Восточной Англии король Эдвальд чеканил монеты, подразумевая, что он больше не подчинялся Мерсии. Хартия 799 года, по-видимому, показывает, что Уэссекс и Мерсия были отчуждены в течение некоторого времени до этой даты, хотя хартия не считается однозначно подлинной. В Кенте началось восстание, вероятно, начавшееся после смерти Эгфрита, хотя было высказано предположение, что оно началось гораздо раньше в этом году, до смерти Оффы. Восстание возглавил Эдберт III, который был изгнанником при дворе Карла Великого: Дело Эдберта III почти наверняка пользовалось поддержкой Каролингов. Эдберт III стал королем Кента, а Этельгард, архиепископ Кентерберийский в то время, покинул свой престол; вполне вероятно, что Кентерберийский собор был разграблен.

## Правление

Южная Англия во времена правления Кенвульфа

Кенвульф не желал предпринимать военные действия в Кенте без одобрения папой Львом III. Основанием для этого утверждения послужило то, что Эдберт III, как сообщается, был священником и как таковой отказался от каких-либо прав на трон. Кенвульф написал папе Римскому и попросил рассмотреть возможность превращения Лондона в резиденцию южного архиепископства, лишив этой чести Кентербери; вполне вероятно, что причины, по которым Кенвульф действовал, включали потерю мерсийским государством контроля над Кентом. Лев III отказался согласиться на перенос архиепископства в Лондон, но в том же письме он согласился с тем, что предыдущее рукоположение Эдберта III делало его неподходящим для престола:
И по поводу того письма, которое прислал нам преподобнейший и святой Этельхард... что касается того священнослужителя-отступника , который взошел на трон ... мы отлучаем его от церкви и отвергаем, заботясь о сохранности его души. Ибо, если он все еще будет упорствовать в своем порочном поведении, обязательно быстро сообщите нам, чтобы мы могли [написать] принцам и всем людям, проживающим на острове Британия, призывая их отстранить его от его самого порочного правления и обеспечить безопасность его души.
Это разрешение папы римского на возбуждение дела против Эдберта III было отложено до 798 года, но как только оно было получено, Кенвульф принял меры. Мерсийцы захватили Эдберта III, выкололи ему глаза и отрубили руки и привели его в цепях в Мерсию, где, согласно более поздней традиции, он был заключён в тюрьму в Уинчкомбе, религиозном доме, тесно связанном с семьёй Кенвульфа. К 801 году Кенвульф посадил своего брата Кутреда на трон Кента. Кутред правил до своей смерти в 807 году, после чего Кенвульф взял Кент под свой контроль как номинально, так и фактически. Кенвульф именовал себя королем Мерсии и провинции Кент (rex Merciorum atque provincie Cancie) в хартии, датированной 809 годом.
Господство Оффы в Эссексе продолжил Кенвульф. Король Сигерик I отбыл в Рим в 798 году, согласно Англосаксонской хронике, предположительно отрёкшись от престола в пользу своего сына Сигереда. Сигеред фигурирует в двух хартиях Кенвульфа в 811 году как король Эссекса, но впоследствии его титул был сокращён, сначала до subregulus (подкороля), а затем до эрла.

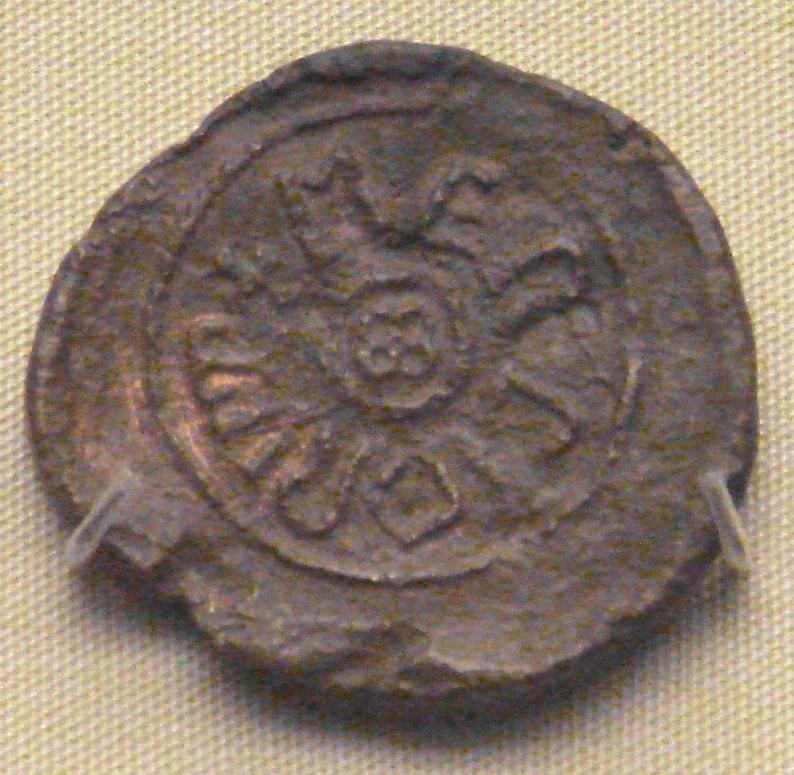
Свинцовый моливдовул короля Мерсии Кенвульфа (Британский музей)

Ход событий в Восточной Англии менее ясен, но чеканка монет Эдвальдом прекратилась, а новые монеты, выпущенные Кенвульфом, появились примерно в 805 году, так что вполне вероятно, что Кенвульф насильственно восстановил там мерсийское господство. Возобновление дружественных отношений с Уэссексом при Беортрике потерпело неудачу, когда Беортрик умер и трон Уэссекса перешёл к Эгберту, который, как и Эдберт III, был изгнанником при дворе Карла Великого. Англосаксонская хроника сообщает, что в тот же день когда Эгберт взошёл на трон, эрл из Хвикке по имени Этельмунд повёл войско через Темзу в Кемпсфорд, но потерпел поражение от людей Уилтшира под предводительством Веостана, также эрла. Согласно хронике, Эгберт, возможно, также претендовал на кентский трон, но он не предпринял никаких попыток вернуть его во время правления Кенвульфа. Эгберт, по-видимому, был независим от Мерсии с начала своего правления, а независимость Уэссекса означала, что Кенвульф так и не смог претендовать на господство над южными землями Англии, которые принадлежали Оффе и Этельбальду. Однако он претендует на титул императора по одной хартии, он единственный англосаксонский король, сделавший это до X века.
В 796 или 797 году валлийцы вступили в бой с мерсийскими войсками при Руддлане. К 798 году Кенвульф был в состоянии вторгнуться в ответ, убив Карадога ап Мейриона, короля Гвинеда. Гражданская война в Гвинеде в 810-х годах закончилась воцарением Хивела Сальной Бороды в 816 или 817 году, и Кенвульф снова вторгся, на этот раз опустошив Сноудонию и взяв под контроль Руфуниог, небольшую территорию близ Роса. Неясно, участвовали ли мерсийцы в битве, зафиксированной в Англси в 817 или 818 году, но в следующем году Кенвульф и его армия опустошили Дифед.
Король Нортумбрии Этельред I был убит в апреле 796 года, и менее чем через месяц его преемник Осбальд был свергнут в пользу Эрдвульфа. Эрдвульф приказал убить Алькмунда из Дерби в 800 году; Алькмунд был сыном короля Нортумбрии Элхреда, который правил с 765 по 774 год. Смерть Элхреда расценивалась как мученичество, и впоследствии его культ развился в Дерби, на территории Мерсии, возможно, подразумевая участие Мерсии в политике Нортумбрии в то время. Кенвульф оказал гостеприимство врагам Эрдвульфа, которые были изгнаны из Нортумбрии, и, следовательно, Эрдвульф вторгся в Мерсию в 801 году. Однако вторжение было безрезультатным, и мир был заключен на равных условиях. Кенвульф, возможно, также стоял за переворотом в 806 году, который привел к тому, что Эрдвульф потерял свой трон, и он, вероятно, продолжал поддерживать врагов Эрдвульфа после того, как Эрдвульф вернулся в 808 году.

## Отношения с церковью

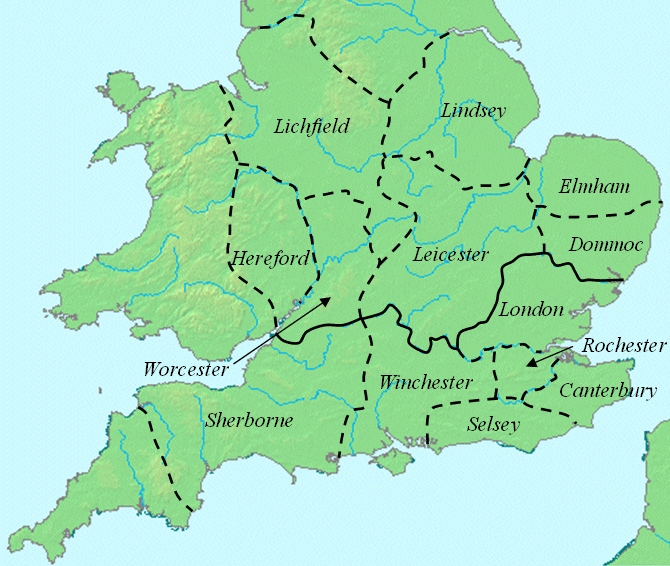
Епархии Англии во времена правления Кенвульфа. Граница между архиепархиями Личфилда и Кентербери выделена жирным шрифтом.

В 787 году Оффа убедил церковь создать новое архиепископство в Личфилде, разделив архиепархию Кентербери. Новая архиепархия включала в себя епархии Вустера, Херефорда, Лестера, Линдси, Доммока и Элмхэма; по сути, это были территории Мидлендса. Кентербери сохранил за собой епархии на юге и юго-востоке. Хигеберт, уже епископ Личфилдский, был первым и единственным архиепископом новой архиепархии.
Две версии событий, приведших к созданию новой архиепархии, представлены в виде обмена письмами в 798 году между Кенвульфом и папой Львом III. Кенвульф утверждал в своем письме, что Оффа хотел создать новую архиепархию из-за вражды к Янберту, архиепископу Кентерберийскому на момент разделения; но Лев III ответил, что единственная причина, по которой папство согласилось на создание, заключалась в размерах королевства Мерсия. Комментарии как Кенвульфа, так и Льва III пристрастны, поскольку у каждого были свои причины представлять ситуацию так, как они это делали: Кенвульф умолял его сделать Лондон единственной южной архиепархией, в то время как Лев III был озабочен тем, чтобы избежать видимости соучастия в недостойных мотивах, которые Кенвульф приписывал Оффе. На желание перенести южное архиепископство в Лондон могла повлиять ситуация в Кенте, где архиепископ Этельгард был вынужден бежать из-за Эдберта III. Кенвульф хотел сохранить контроль над архиепископской резиденцией, и в то время, когда он писал папе римскому, Кент был независим от Мерсии.
Этельгард, сменивший Янберта в 792 году, был настоятелем монастыря в Лауте в Линдси. 18 января 802 года Этельгард получил папскую привилегию, которая восстановила его власть над всеми церквями в архиепархии Личфилда, а также над церквями Кентербери. 12 октября 803 года Этельгард провёл собор в Кловешо, который окончательно лишил Личфилд его архиепископского статуса. Однако, похоже, что Хигеберт уже был отстранен от должности; некий Хигеберт присутствовал на соборе Кловешо в качестве главы церкви в Мерсии, но подписался как аббат.
Архиепископ Этельгард умер в 805 году, и после него стал Вульфред. Вулфреду была предоставлена свобода чеканить монеты, на реверсе которых не было имени Кенвульфа, что, вероятно, указывало на то, что Вулфред был в хороших отношениях с мерсийским королём. В 808 году, очевидно, произошел какой-то раскол: в письме папы Льва III Карлу Великому упоминалось, что Кенвульф ещё не заключил мир с Вульфредом. После этого о дальнейших разногласиях не упоминается вплоть до 816 года, когда Вулфред председательствовал на совете, который выступил против контроля мирян над религиозными домами. Собор, состоявшийся в Челси, утверждал, что Кенвульф не имел права назначать на должности в женские монастыри, хотя и Лев III, и его предшественник, папа Адриан I, предоставили Оффе и Кенвульфу право делать это. Кенвульф недавно назначил свою дочь Квентриту на должность настоятельницы собора в Танете. Лев III умер в 816 году, а его преемник Стефан IV скончался в январе следующего года; новый папа Пасхалий I подтвердил привилегии Кенвульфа, но это не положило конец спору. В 817 году Вулфред стал свидетелем двух хартий, в которых Кенвульф даровал землю Денеберту, епископу Вустера, но больше нет никаких записей о том, что Вулфред исполнял обязанности архиепископа до конца правления Кенвульфа. В одном из источников сообщается, что ссора между Вулфредом и Кенвульфом привела к тому, что Вулфред был лишен своего поста на шесть лет, причём за это время крещений не проводилось, но это, возможно, было преувеличением, поскольку более вероятным сроком отстранения было четыре года.
В 821 году, в год смерти Кенвульфа, в Лондоне состоялся совет, на котором Кенвульф пригрозил изгнать Вулфреда, если архиепископ не отдаст поместье в 300 гайд и не выплатит королю 120 фунтов. Записано, что Вулфред согласился на эти условия, но конфликт продолжался и после смерти Кенвульфа, и, по-видимому, окончательное соглашение между Вулфредом и дочерью Кенвульфа Квентритой было достигнуто в 826 или 827 году. Однако Вулфред присутствовал на освящении брата и наследника Кенвульфа, Кёлвульфа I, 17 сентября 822 года, так что очевидно, что к тому времени было достигнуто некоторое согласие. Вилфред, вероятно, возобновил свои архиепископские обязанности в начале того же года.

## Чеканка

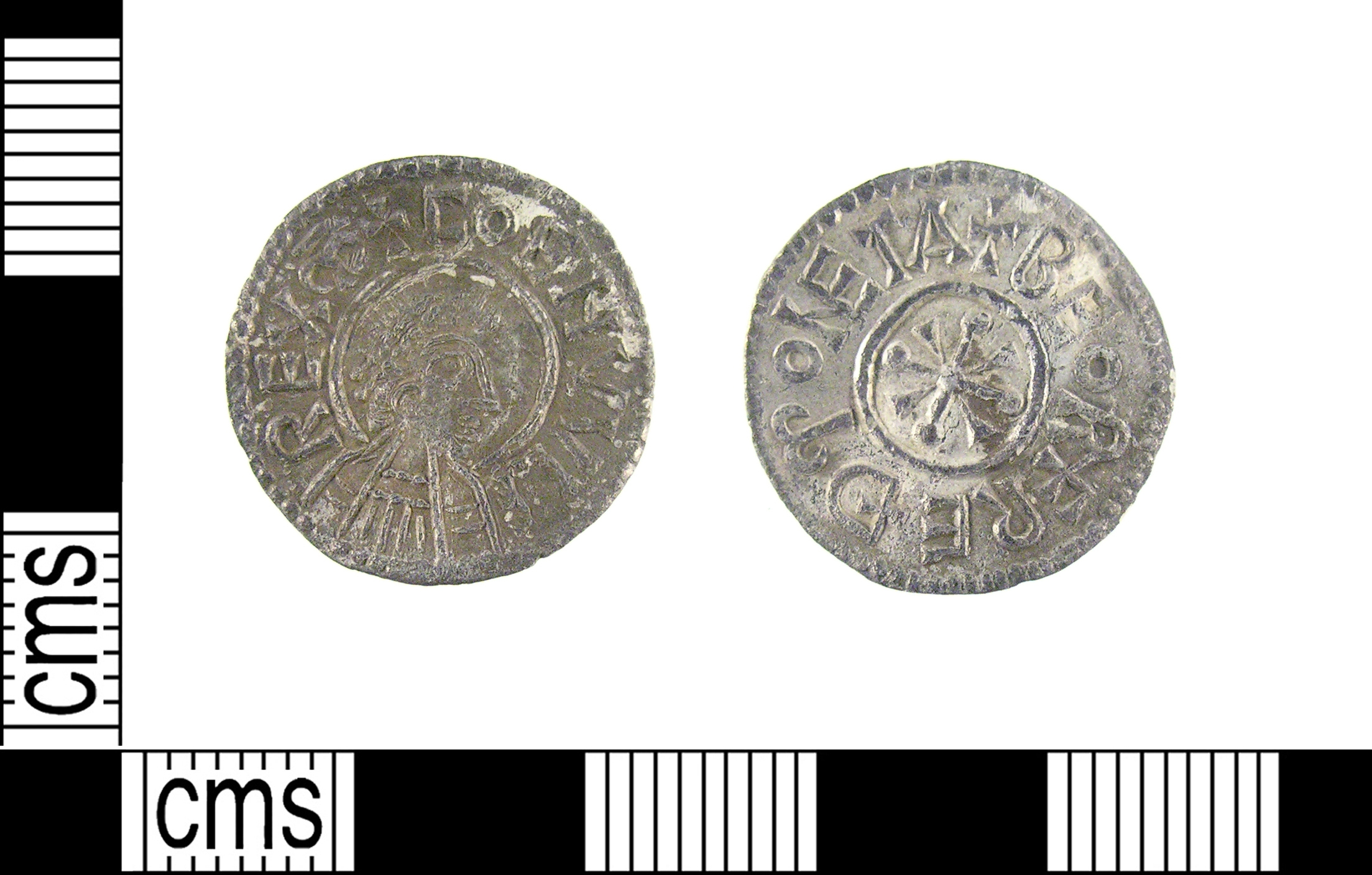
Серебряный пенни Кенвульфа, датируемый 807 годом

Чеканка монет Кенвульфа соответствует широкому формату серебряных пенни, установленному при Оффе и его современниках. Его самые первые монеты очень похожи на тяжёлые монеты последних трёх лет чеканки Оффы, и поскольку монетные дворы в Кентербери и в Восточной Англии находились под контролем Эдберта III и Эдвальда соответственно, эти самые ранние пенни, должно быть, были изготовлены лондонским монетным двором. До 798 года появился новый тип tribrach с дизайном, состоящим из трех радиальных линий, сходящихся в центре. Дизайн tribrach первоначально был представлен только в Лондоне, но вскоре распространился на Кентербери после того, как он был отвоёван. Он не чеканился в Восточной Англии, но есть трибрахские пенни на имя Кутреда, подкороля Кента. Около 805 года на всех трёх южных монетных дворах была введена новая чеканка монет с портретом. Примерно после 810 года был введён целый ряд реверсивных конструкций, хотя некоторые из них были общими для многих или для всех чеканщиков. С этой даты также имеются свидетельства о новом монетном дворе в Рочестере в Кенте.
Золотая монета с именем Кенвульф была обнаружена в 2001 году в Бигглсвейде в Бедфордшире на пешеходной дорожке у реки Айвел. Манкус весом 4,33 г (0,153 унции), стоимостью около 30 серебряных пенни, является лишь восьмой известной англосаксонской золотой монетой, относящейся к средне-позднему англосаксонскому периоду. Надпись на монете DE VICO LVNDONIAE указывает на то, что она была отчеканена в Лондоне. Она практически не распространялась, поскольку, вероятно, была утеряна вскоре после выпуска. Сходство с монетой Карла Великого с надписью vico Duristat позволяет предположить, что эти две монеты отражают соперничество между двумя королями, хотя неизвестно, какая монета имеет приоритет. Первоначально продана американскому коллекционеру Аллану Дэвиссону за 230 000 фунтов стерлингов на аукционе, проведённом аукционным домом Spink в 2004 году, впоследствии правительство Великобритании ввело запрет на экспорт в надежде сохранить её для британской общественности. В феврале 2006 года монета была куплена Британским музеем за 357 832 фунтов стерлингов при финансовой поддержке Мемориального фонда Национального наследия и друзей Британского музея, что сделало её самой дорогой британской монетой, приобретённой до тех пор, хотя в июле следующего года цена не была побита при покупке Британским музеем двойного Леопарда.

## Семья и наследство

Генеалогическое древо Кенвульфа

В хартии 799 года упоминается жена Кенвульфа по имени Синегита; хартия подделана, но эта деталь, возможно, реальна. Эльфтрита более реальна как жена Кенвульфа, опять же по свидетельству хартии; она упоминается в грамотах, датированных между 804 и 817 годами. Дочь Кенвульфа Квентрита пережила его и унаследовала монастырь в Уинчкомбе, который Кенвульф основал как часть наследства своей семьи. Впоследствии Квентрита была вовлечена в длительный спор с архиепископом Вулфредом по поводу её прав на монастырь. У Кенвульфа также был сын, Кинехельм, который позже стал известен как святой, культ которого восходит, по крайней мере, к 970-м годам. Согласно биографу Альфреда Великого, валлийскому монаху и епископу Ассеру, жена Альфреда Элсвита происходила от Кенвульфа через свою мать Эдбургу, хотя Ассер не говорит, от кого из детей Кенвульфа происходит Эдбурга.
Кенвульф умер в 821 году в Бейсингверке близ Холиуэлла, графство Флинтшир, вероятно, во время подготовки к кампании против валлийцев, которая состоялась в следующем году при его брате и преемнике Кёлвульфе I. Тело Кенвульфа было перевезено в Уинчкомб, где оно было похоронено в аббатстве Святой Марии (позже известном как аббатство Уинчкомб). Источник середины XI века утверждает, что Кинехельм ненадолго взошёл на трон, будучи ещё ребенком, а затем был убит своим наставником Эскбертом по приказу Квентриты. По словам одного историка, эта версия событий изобилует историческими проблемами, и также возможно, что Кинехельма следует отождествлять с эрлом, который был свидетелем подписания хартий ранее во время правления Кенвульфа и который, по-видимому, умер примерно в 812 году. Мнение историков по этому вопросу не единодушно: Саймон Кейнс предположил, что тот эрл вряд ли был тем же человеком, что и принц, и что, следовательно, Кинехельм вполне мог дожить до конца правления своего отца. Независимо от интерпретации легенды о Синехельме, по-видимому, в начале правления Кёлвульфа I действительно были династические раздоры: в документе от 825 года говорится, что после смерти Кенвульфа между различными королями, знатью, епископами и служителями Церкви Божьей возникло много разногласий по очень многим вопросам светского дела.
Кенвульф был последним из череды мерсийских королей, начиная с Пенды в начале VII века, который осуществлял господство над большей частью или всей южной Англией. В последующие годы после его смерти позиции Мерсии ослабли, и битва при Эллендуне в 825 году прочно утвердила Эгберта из Уэссекса в качестве доминирующего короля к югу от Хамбера.
Англосаксонист и историк Джон Блэр нашел доказательства того, что Кенвульфа стали почитать как святого, по крайней мере, к XII веку, и включил его в свой Список англосаксонских святых. Доказательством является то, что король, по-видимому, был почитаем как святой благодетель [Блэр] в аббатстве Уинчкомб в XII веке, и что мощи Святого Кенульфуса фигурируют в списке реликвий XII века из Собора в Питерборо.

### Первоисточники
- Keynes, Simon. Alfred the Great: Asser's Life of King Alfred and other contemporary sources / Simon Keynes, Michael Lapidge. — Penguin Classics, 2004. — ISBN 978-0-14-044409-4.
- Bede. Ecclesiastical History of the English People / D.H. Farmer. — London : Penguin, 1991. — ISBN 978-0-14-044565-7.
- Шаблон:PASE
- Swanton, Michael. The Anglo-Saxon Chronicle. — New York : Routledge, 1996. — ISBN 978-0-415-92129-9.
- Whitelock, Dorothy. English Historical Documents Volume I c. 500–1042. — London : Eyre & Spottiswoode, 1968.

### Вторичные источники
- Ancient coin could fetch £150,000. BBC. 6 октября 2004. Дата обращения: 11 февраля 2008.
- Museum's £350,000 deal for coin. BBC. 8 февраля 2006. Дата обращения: 11 февраля 2008.
- Rare Coin Breaks Auction Record. BBC. 29 июня 2006. Дата обращения: 11 февраля 2008.
- Blackburn, Mark & Grierson, Philip, Medieval European Coinage. Cambridge: Cambridge University Press, reprinted with corrections 2006. ISBN 0-521-03177-X
- Blair, John, 'A Handlist of Anglo-Saxon Saints', in Thacker, Alan. Local Saints and Local Churches in the Early Medieval West / Alan Thacker, Richard Sharpe. — Oxford University Press, 2002. — P. 495–565. — ISBN 0198203942.
- Blair, John. The Church in Anglo-Saxon Society. — Oxford : Oxford University Press, 2006. — ISBN 978-0-19-921117-3.
- Blunt, C.E.; Lyon, C.S.S. & Stewart, B.H. "The coinage of southern England, 796–840", British Numismatic Journal 32 (1963), 1–74
- Brooks, Nicholas. The Early History of the Church of Canterbury: Christ Church from 597 to 1066. — London : Leicester University Press, 1984. — ISBN 978-0-7185-0041-2.
- Brown, Michelle P. Mercia: An Anglo-Saxon kingdom in Europe / Michelle P. Brown, Carole A. Farr. — Continuum, 2001. — ISBN 978-0-8264-7765-1.
- Campbell, James. The Anglo-Saxon State. — Hambledon and London, 2000. — ISBN 978-1-85285-176-7.
- Campbell, James. The Anglo-Saxons / James Campbell, Eric John, Patrick Wormald. — Penguin Books, 1991. — ISBN 978-0-14-014395-9.
- Early Medieval Corpus of Coin Finds, 410–1180. Early Medieval Corpus. The Fitzwilliam Museum. Дата обращения: 11 февраля 2008. Архивировано из оригинала 18 февраля 2008 года.
- Kelly, S.E., "Wulfred", in Lapidge, Michael. The Blackwell Encyclopaedia of Anglo-Saxon England. — Oxford : Blackwell Publishing, 1999. — ISBN 978-0-631-22492-1.
- Keynes, Simon, "Mercia", in Lapidge, Michael. The Blackwell Encyclopaedia of Anglo-Saxon England. — Oxford : Blackwell Publishing, 1999. — ISBN 978-0-631-22492-1.
- Keynes, Simon, "Offa", in Lapidge, Michael. The Blackwell Encyclopaedia of Anglo-Saxon England. — Oxford : Blackwell Publishing, 1999. — ISBN 978-0-631-22492-1.
- Keynes, Simon, "Mercia and Wessex in the Ninth Century", in Brown, Michelle P. Mercia: An Anglo-Saxon kingdom in Europe / Michelle P. Brown, Carole A. Farr. — Continuum, 2001. — ISBN 978-0-8264-7765-1.
- Kirby, D.P. The Earliest English Kings. — London : Routledge, 1992. — ISBN 978-0-415-09086-5.
- Lapidge, Michael, "Alcuin of York", in Lapidge, Michael. The Blackwell Encyclopaedia of Anglo-Saxon England. — Oxford : Blackwell Publishing, 1999. — ISBN 978-0-631-22492-1.
- Lapidge, Michael. The Blackwell Encyclopaedia of Anglo-Saxon England. — Oxford : Blackwell Publishing, 1999. — ISBN 978-0-631-22492-1.
- Nelson, Janet, "Carolingian Contacts", in Brown, Michelle P. Mercia: An Anglo-Saxon kingdom in Europe / Michelle P. Brown, Carole A. Farr. — Continuum, 2001. — ISBN 978-0-8264-7765-1.
- Healey, Matthew (6 февраля 2006). Museum Buying Rare Coin to Keep It in Britain. New York Times. Дата обращения: 11 февраля 2008.
- Stafford, Pauline, "Political Women in Mercia, Eighth to Early Tenth Centuries", in Brown, Michelle P. Mercia: An Anglo-Saxon kingdom in Europe / Michelle P. Brown, Carole A. Farr. — Continuum, 2001. — ISBN 978-0-8264-7765-1.
- Stenton, Frank M. Anglo-Saxon England. — Oxford : Clarendon Press, 1971. — ISBN 978-0-19-821716-9.
- Story, Joanna. Carolingian Connections: Anglo-Saxon England and Carolingian Francia, c. 750–870. — Aldershot : Ashgate, 2003. — ISBN 978-0-7546-0124-1.
- Thacker, Alan (1985). Kings, Saints and Monasteries in Pre-Viking Mercia (PDF). Midland History. 10: 1–25. doi:10.1179/mdh.1985.10.1.1. ISSN 0047-729X. Архивировано (PDF) 29 мая 2008. Дата обращения: 10 января 2008.
- Williams, Ann. Kingship and Government in Pre-Conquest England c. 500–1066. — Macmillan, 1999. — ISBN 978-0-333-56797-5.
- Williams, Gareth, "Mercian Coinage and Authority", in Brown, Michelle P. Mercia: An Anglo-Saxon kingdom in Europe / Michelle P. Brown, Carole A. Farr. — Continuum, 2001. — ISBN 978-0-8264-7765-1.
- Wormald, Patrick, "The Age of Offa and Alcuin", in Campbell, James. The Anglo-Saxons / James Campbell, Eric John, Patrick Wormald. — Penguin Books, 1991. — ISBN 978-0-14-014395-9.
- Yorke, Barbara. Kings and Kingdoms of Early Anglo-Saxon England. — London : Seaby, 1990. — ISBN 978-1-85264-027-9.